# Dourdan
Dourdan település Franciaországban, Essonne megyében. Lakosainak száma 11 068 fő (2022. január 1.). Dourdan Longvilliers, Les Granges-le-Roi, Saint-Arnoult-en-Yvelines, Sainte-Mesme, Corbreuse, Roinville és Saint-Cyr-sous-Dourdan községekkel határos.

## Népesség
A település népességének változása:
| Lakosok száma | 10 342 | 10 673 | 10 864 | 10 806 | 10 559 | 10 452 | 10 733 | 11 279 | 11 068 |
|               | 2013   | 2015   | 2016   | 2017   | 2018   | 2019   | 2020   | 2021   | 2022   |